# 山梨県道311号栗合成田線
山梨県道311号栗合成田線（やまなしけんどう311ごう くりあいなりたせん）は、山梨県笛吹市を起点・終点とする一般県道である。国道137号の旧道でもある。

## 概要

### 路線データ
- 起点：山梨県笛吹市御坂町栗合（栗合交差点＝山梨県道34号白井甲州線交点、山梨県道305号竹居御坂線終点）
- 終点：山梨県笛吹市石和町下平井（長塚交差点＝国道20号交点、山梨県道302号石和温泉停車場線終点）

## 路線状況

### 利用状況
交通量
| 地点                  | 平日12時間        | 平日24時間        |
| 地点                  | 2005年度⇒2010年度 | 2005年度⇒2010年度 |
| 笛吹市御坂町栗合112-3 | 7,118台⇒7,265台   | 8,898台⇒9,445台   |

## 通過する自治体
- 山梨県笛吹市

## 交差・接続する道路
- 山梨県道34号白井甲州線（笛吹市御坂町栗合・栗合交差点）
- 山梨県道305号竹居御坂線（同上）
- 国道20号勝沼バイパス（笛吹市石和町下平井・長塚交差点）
- 山梨県道302号石和温泉停車場線（同上）

## 周辺
- 御坂郵便局
- 笛吹市役所 御坂支所
- 笛吹市立御坂西小学校
- 山梨県立博物館